# Казанская детская железная дорога
Казанская малая железная дорога — детская железная дорога (ДЖД) в городе Казань протяжённостью 4,288 км, расположенная в лесопарке «Лебяжье» между посёлком Залесный и озером Изумрудное (в обиходе — Карьер) в посёлке Юдино. Действует с 30 августа 2007 года.

## История
Решение о создании в Казани Детской железной дороги было принято в ходе встречи президента ОАО «Российские железные дороги» Владимира Якунина и Президента РТ Минтимера Шаймиева 26 мая 2006 года. Проект детской железной дороги было поручено разработать Казанскому институту ГипроНИИавиапром. Первоначально планировалось, что ДЖД разместится в парке им. Горького, однако вскоре это предложение отмели — местность парка имеет много склонов, что небезопасно для детской дороги. Специалистами было выбрано более безопасное место — в лесопарковой зоне Кировского района от поселка Залесный до Юдинского карьера. Открытие состоялось 30 августа 2007 года

## Современное состояние
Дорога имеет 2 станции-вокзала (Молодёжная, Изумрудная) и 2 посадочные платформы (Спортивная, Берёзовая роща). Колея 750 мм. Недалеко в Залесном есть базовый для ДЖД железнодорожный техникум.

## Подвижной состав
На дороге имеется 2 тепловоза (ТУ7А-3344 и ТУ10-022) и 4 вагона производства Метровагонмаш моделей 20.0017 и 20.0018. У трассы ДЖД вблизи Юдино установлен ширококолейный паровоз-памятник.

### Обучение
Обучение детей на детской железной дороге производится круглогодично. С октября по март дети получают теоретические знания, а в летние месяцы применяют полученные знания и отрабатывают новые умения на профильной практике. Полный курс обучения на ДЖД составляет 3 года, из них 2 года ребята знакомятся с общим курсом железных дорог, а 3 год — специализируются по любой выбранной железнодорожной профессии. На ДЖД в г. Казани шесть классов: «Локомотивное хозяйство»; «Вагонное хозяйство»; «Путевое хозяйство»; «Сигнализация, централизация, блокировка и связь (Связист)»; «Организация управления движением (Движенец)»; «Пассажирское дело».